# Marek Antoni Butler
Marek Antoni Butler herbu Butler, starosta drohicki w 1708 roku, starosta preński. 
Syn Aleksandra Butlera i Konstancji Krassowskiej, wnuk Gotarda. Założyciel Frampola. Ożenił się z Franciszką Szczuką (ok. 1690–1767) – wnuczką Stanisława Antoniego Szczuki, z którą miał synów Józefa (1710–1749), Michała i Aleksandra Łukasza (1711–1783).
Poseł sejmiku drohickiego na sejm koronacyjny 1676 roku, sejm 1685 roku, poseł sejmiku inflanckiego na sejm 1681 roku.
W 1717 roku, na drodze nabycia spadku stał się właścicielem klucza dóbr radzięckich. Z uwagi na brak większych ośrodków miejskich w okolicy postanowił on lokować miasto Franopole, którego nazwa pochodziła od imienia jego żony – Franciszki (późniejsza nazwa Frampol).